# تطبل
تطبل البطن هي حالة طبية تتميز بتجمع زائد للغازات في الجهاز الهضمي مما يؤدي إلى انتفاخ منطقة البطن.

## الأسباب المحتملة
- انسداد الأمعاء
- حصاة كلوية
- اضطراب وظيفي
- إفراط في الأكل
- فرط النمو الجرثومي
- التهاب الأمعاء
- الإصابة الكلوية
- التهاب الغشاء البطني المصلي